# Kälbermastskandal
Der sogenannte Kälbermastskandal war ein Lebensmittelskandal, der im Jahr 1989 hohe Bekanntheit erhielt. Er endete mit einer dreijährigen Freiheitsstrafe für den hauptverantwortlichen Züchter.
Im August 1988 wurde bekannt, dass in einigen Kälbermastbetrieben in Niedersachsen und Nordrhein-Westfalen nicht zulässige Substanzen als Mastbeschleuniger verfüttert worden waren. Genannt wurde insbesondere Salbutamol, ein Hustenmittel.
Im Niedersächsischen Landeskriminalamt wurde eine Sonderkommission gebildet. Die Behörden gaben an, in Niedersachsen mehr als 1000 und im Münsterland 2350 Kälber gefunden zu haben, in denen sich – teilweise hohe – Spuren von Salbutamol fanden. Im Münsterland wurden 9.000 Kälber vorsorglich geschlachtet. Laut dem Staatsanwalt Raymund Schneeweis sollen in einem Zeitraum von anderthalb Jahren mindestens 13.736 Kälber mit verbotenen Hormonen behandelt worden sein. Der Staatsanwalt sagte, dass rund 1.800 Tonnen hormonbehandeltes Kalbfleisch mit einem Marktwert von 13.782.000 Mark als Metzgerware über die Ladentheke verkauft wurde.
Zudem wurde der Verdacht geäußert, die Mastbetriebe hätten Hormone wie Östradiolbenzoat oder Testosteronpropionat zur Mastförderung verwendet, um das Schlachtgewicht zu erhöhen. Auch diese waren nicht erlaubt, ein Nachweis war jedoch schwierig, da die möglicherweise zugeführte Hormone im Körper von den Körpereigenen Hormonen nicht mehr unterschieden werden konnten. In der Spitze waren 20.000 Kälber beschlagnahmt worden.
Der Hauptbeschuldigte, der Kälbermäster Felix Hying aus Südlohn-Oeding wurde verhaftet und wegen Flucht- und Verdunklungsgefahr ein halbes Jahr in Untersuchungshaft gehalten. Im Februar 1989 wurde er gegen Zahlung einer Kaution in Höhe von einer halben Million DM auf freien Fuß gesetzt. Im Dezember 1990 wurde der Strafprozess gegen ihn eröffnet. Die Staatsanwaltschaft forderte eine Haftstrafe von 5 ½ Jahren. Die Wirtschaftsstrafkammer am Landgericht Münster verurteilte ihn am 5. Juli 1991 zu einer Freiheitsstrafe von 3 ½ Jahren und einem vierjährigen Berufsverbot als Viehmäster und Viehhalter. Auch sein Futtermeister wurde wegen Beihilfe verurteilt. Das Urteil wurde in Teilen später vom Bundesgerichtshof aufgehoben, wodurch sich das Strafmaß auf 3 Jahre reduzierte.
Das Wort Kälbermastskandal wurde 1988 von der Gesellschaft für deutsche Sprache als eines der möglichen Worte des Jahres vorgeschlagen. Es wurde jedoch nach Gesundheitsreform und Robbensterben nur auf den dritten Platz gewählt.